# Polyzalos
Polyzalos est un tyran de Gela, successeur de son frère Hiéron.

## Biographie
Membre de la famille des Deinoménides, et descendant par elle d’un des premiers colons de Gela, il est le frère de Gélon et Hiéron.
La présence de son nom sur le trépied du monument commémorant la victoire d'Himère en -480 laisse supposer sa participation à cette bataille avec ses frères.
À la mort de son frère ainé, Gélon, tyran de Syracuse, en -478, son deuxième frère, Hiéron, jusqu'alors tyran de Gela, devient maitre de Syracuse. Polyzalos reçoit la main de la veuve de Gélon, Damarete, fille de Théron d'Acragas, le commandement de l'armée et devient tyran de Gela. 
Face à la jalousie de Hiéron, qui l'envoie aider les Sybarites contre les Crotoniates, Polyzalos demande le soutien de son beau-père. Il faut la médiation du poète Simonide de Céos pour pacifier les relations entre Hiéron et Théron, et réconcilier les deux frères.
Il meurt probablement avant Hiéron puisqu'il ne lui succède pas à Syracuse, au profit de son quatrième frère, Thrasybule.
L'Aurige de Delphes est le seul vestige, retrouvé en 1896, d'un quadrige que Polyzalos consacre au sanctuaire de Delphes, en 478 ou 474, pour commémorer la victoire de son char aux Jeux pythiques.